# Baka Péter
Szatmári Baka Péter (Bacca Péter) (Vetés, 1625. február 17. – ?, 1673. szeptember után) református lelkész.

## Élete
Szatmári származású volt, ott is nevelkedett; 1646-1650 között hollandiai egyetemeken tanult. Franciaországban és Svájcban tett utazását követően 1652-ben tért haza, ahol a nagyváradi református kollégium rektora lett, majd Ecseden és Királyhelmecen szolgált lelkészként. Bod Péter szerint, sokáig nem viselhette a bornak rendkivül való szeretete s engedetlen magaviselete miatt; elbocsátották, s ezután urak udvaraiban hányódott-vetődött s napról napra élt. 1657-1660 között Sárospatakon Lorántffy Zsuzsannának, 1661-től  Kemény János erdélyi fejedelem özvegyének, Lónyay Annának, majd I. Apafi Mihály feleségének, Bornemissza Annának udvarában lett udvari prédikátor.
Ő volt a reformátusok szószólója abban a két napos katolikus-református hitvitában, amelyet 1660 őszén Sárospatakon szerveztek, előkészítendő I. Rákóczi Ferencnek és anyjának, Báthory Zsófiának a katolikus hitre való áttérését.

## Munkái
- De signis sextae quae est de probationibus spirituum. Pars altera, continens spiritus Posoniensis in Hungaria, qui anno 1641 et 1642. aparuisse dicitur Trajecti ad Rh. 1648. (Megjelent Gisbertus Voetiusnak Selectarum disputationum theologicarum, Uo. 1655. cz. gyűjteménye I. köt. 1141–1163. l.)

Samuel Maresius gröningeni hittanár 1648-ban vitatott egyes tételeket, amelyek a magyar református egyház irányítására vonatkoztak. Vitairatát Quaestionum aliquot Theologicarum... decisio Academica címen adta ki; ez ellen írta Baka Péter a következő munkáját:
- Defensio simplicitatis ecclesiae Christi. Franekerae, 1653. (Rákóczi Györgynek ajánlva. Az ajánlásban megindokolja, hogy a harcokat és tudományokat szerető Magyarország miért nem versenyezhetett eddig más nemzetekkel az akadémiák alapításában.)

Maresius folytatta a vitát Irenaens Simplicius Philadelphus álnéven, amelyre Baka válasza:
- Vindiciae defensoris simplicitatis ecclesiae. Franeker, 1653.
- Izrael Istenének igaz tiszteleti mellett buzgó Illyés prófétának elragadtatása. Szeben, 1666. (Vásárhelyi Péter enyedi tanár fölött tartott halotti beszéd, Szatmári B. Péter névvel; e munkát Bod Péter dicséretre méltónak mondja.)